# گروه برنامه‌ریز عروسی
گروه برنامه‌ریز عروسی (به هندی: Band Baaja Baaraat) فیلمی هندی در ژانر کمدی رمانتیک محصول ۲۰۱۰ به کارگردانی مانیش شارما است. در این فیلم بازیگرانی همچون رانویر سینگ، انوشکا شارما ایفای نقش کرده‌اند و این فیلم جز نخستین تجربه‌های کارگردانی مانیش شارما و اولین فیلم رنویر سینگ است.

این فیلم تحسین جهانی منتقدان را دریافت کرد و ۲۵ رشته نامزد و ۲۲ رشته برنده جوایز جشنواره‌های مختلف شد.

## خلاصه داستان
چند نفر از دانشجوهای سال آخری از غذای ناهار خوابگاه شکایت دارند و در سالن غذاخوری اعتراض می‌کنند که بیتو (رنویر سینگ) پس از صحبت با تلفن در سالن غذاخوری اعلام می‌کند هر کسی می‌خواهد شام بریانی بخورد دنگ خود را بدهد. آنها به جشن عروسی می‌روند تا شام عروسی رایگان بخورند که در آنجا بیتو یکی از دوستانش که جز گروه فیلم برداری عروسی است را می‌بیند. در هنگام شام بیتو با دختری که به برگزارکننده عروسی کمک می‌کند سر اینکه او جز مهمانان نیست پس نمیتواند غذا بخورد بحث می‌کنند ولی بیتو خودش را از گروه فیلم برداری معرفی می‌کند. بعد از شام او از رقص دختر فیلم برداری می‌کند. فردای آن روز از صاحب عروسی تلفنی سراغ دختر را می‌گیرد و می‌فهمد دانشگاه او و شروتی (آنوشکا شارما) بهم نزدیک است. به همین خاطر بیتو با موتور دوستش به سمت اتوبوس شروتی حرکت می‌کند تا سی دی رقصش را بدهد. در اتوبوس، شروتی که علاقه‌ای به لاس زدن ندارد از هدفش برای شغل آینده‌ش که برنامه ریزی عروسی است تعریف می‌کند و با تمسخر بیتو رو به رو می‌شود. شروتی با خانواده‌اش قرار گذاشته است ۵ سال به او فرصت بدهند تا کارش را به راه بیاندازد و بعد از آن ازدواج کند. از آن طرف پدر بیتو او را مجبور می‌کند برگردد به مزرعه نیشکر و شغل خانوادگی را ادامه بدهد؛ اما او هدف راه اندازی کسب و کار برنامه ریزی عروسی را بیان می‌کند و می‌خواهد که بماند، به همین خاطر سراغ شروتی می‌رود تا به او پيشنهاد شراکت بدهد ولی شروتی قبول نمی‌کند زیرا با قانون یک کسب و کار مغایرت دارد پس از اصرارهای بیتو، شروتی فقط به یک شرط قبول می‌کند آن هم ...